# Niphidium mortonianum
Niphidium mortonianum là một loài thực vật có mạch trong họ Polypodiaceae. Loài này được Lellinger miêu tả khoa học đầu tiên năm 1972.